# (3662) Dezhnev
(3662) Dezhnev es un asteroide perteneciente al cinturón de asteroides, descubierto el 8 de septiembre de 1980 por la astrónoma ucraniana Liudmila Zhuravliova desde el Observatorio Astrofísico de Crimea (República de Crimea).

## Designación y nombre
Designado provisionalmente como 1980 RU2. Fue nombrado Dezhnev en honor al explorador ruso Semión Dezhniov.